# フォンタナ・ディストリビューション
フォンタナ・ディストリビューション (Fontana Distribution) は、サンフランシスコを拠点とするアイソレーション・ネットワークの部門のひとつ。ユニバーサル・ミュージックが少数株主であったが、2012年にイングルーヴスがその株式を取得してイングルーヴス・フォンタナを組織した。

## 概要
独立レーベルとその所属アーティストの流通から販売、マーケティング、非営業部門のサポートを業務としている。企業の名称とロゴは、2004年にユニバーサル・ミュージック・グループが設立し、2012年にアイソレーション・ネットワークに売却されたフォンタナ・レコードに由来する。社内にはイギリスを拠点に展開するフォンタナ・インターナショナルがあり、北米以外の市場に対応している。また、カナダのメイプルコアと設立したジョイント・ベンチャー「フォンタナ・ノース」がある。前身は1999年のMCAとポリグラムの合併で消滅したインディペンデント・レーベル・セールス (ILS) 。
フォンタナ・ディストリビューションは、ユニバーサル・ミュージック系列会社がアメリカ国外でリリースするアルバム作品をアメリカ国内に流通させることに成功していることで知られている。また、それぞれ独立レーベルの流通を手がけるエクスクルーシブ・ミュージック・グループや、シカゴ・インディペンデント・ディストリビューション、トゥエンティー・トゥー・ミュージック・グループ・ディストリビューションとパートナー関係にある。

## 部門
- フォンタナ・ディストリビューション
- フォンタナ・レーベル・サービス
- フォンタナ・インターナショナル